# Amara spuria
Amara spuria is een keversoort uit de familie van de loopkevers (Carabidae). De wetenschappelijke naam van de soort werd in 1968 gepubliceerd door Carl Lindroth.